# Unione Sportiva Cremonese 1976-1977
Questa voce raccoglie le informazioni riguardanti l'Unione Sportiva Cremonese nelle competizioni ufficiali della stagione 1976-1977.

## Stagione
Nella stagione 1976-1977 la Cremonese disputa il girone A del campionato di Serie C, vincendolo con quattro punti di vantaggio sull'Udinese e sette sul Treviso, ottenendo così la promozione in Serie B. 
Dopo ventisei anni di attesa la Cremonese torna in Serie B, il sogno a lungo cullato trova realizzazione per mano di Stefano Angeleri che sostituisce Titta Rota che negli anni scorsi aveva gettato le basi per il successo. In campionato la Cremonese duetta a lungo con l'Udinese, ma vince il torneo con quattro punti di vantaggio sui friulani. Ottima la difesa dei grigiorossi che subiscono solo diciotto reti. Il miglior marcatore stagionale è Mario Nicolini con 15 reti.
Nella Coppa Italia Semipro i grigiorossi nel 14º girone di qualificazione, disputato prima del campionato, si sono piazzati secondi, lasciando via libera al Piacenza che ha vinto il raggruppamento.

## Rosa
| N. |                   | Ruolo | Calciatore         |
| -- | ----------------- | ----- | ------------------ |
|    | Italia (bandiera) | D     | Fausto Barboglio   |
|    | Italia (bandiera) | A     | Giuliano Bocchio   |
|    | Italia (bandiera) | P     | Luciano Bodini     |
|    | Italia (bandiera) | D     | Gianfranco Cassago |
|    | Italia (bandiera) | D     | Luciano Cesini     |
|    | Italia (bandiera) | A     | Cristino Chigioni  |
|    | Italia (bandiera) | D     | Angelo D'Aguì      |
|    | Italia (bandiera) | C     | Giuseppe De Gradi  |
|    | Italia (bandiera) | C     | Giancarlo Finardi  |

| N. |                   | Ruolo | Calciatore         |
| -- | ----------------- | ----- | ------------------ |
|    | Italia (bandiera) | C     | Maurizio Frediani  |
|    | Italia (bandiera) | P     | Claudio Maiani     |
|    | Italia (bandiera) | D     | Bruno Minini       |
|    | Italia (bandiera) | A     | Emiliano Mondonico |
|    | Italia (bandiera) | A     | Mario Nicolini     |
|    | Italia (bandiera) | C     | Leopoldo Pardini   |
|    | Italia (bandiera) | D     | Cesare Prandelli   |
|    | Italia (bandiera) | C     | Alberto Sironi     |
|    | Italia (bandiera) | D     | Giovanni Talami    |

## Risultati

### Serie C

#### Girone di andata
| Vercelli 12 settembre 1976 1ª giornata | Pro Vercelli     | 0 – 0 | Cremonese | Stadio Natale Palli\| Arbitro: \| Castaldi (Vasto) \| |
| Arbitro:                               | Castaldi (Vasto) |       |           |                                                       |

| Arbitro: | Redini (Pisa) |

|              |           |  |
| Frediani 47’ | Marcatori |  |

| Arbitro: | Lanzafame (Taranto) |

|             |           |  |
| Marulla 78’ | Marcatori |  |

| Arbitro: | Esposito (Torre Annunziata) |

|                                        |           |            |
| Chigioni 20’ Pardini 60’ Mondonico 69’ | Marcatori | 77’ Bonafè |

| Lecco 10 ottobre 1976 5ª giornata | Lecco            | 0 – 0 | Cremonese | Stadio Mario Rigamonti\| Arbitro: \| Paparesta (Bari) \| |
| Arbitro:                          | Paparesta (Bari) |       |           |                                                          |

| Arbitro: | Vitali (Bologna) |

|                   |           |               |
| Mondonico 6’, 16’ | Marcatori | 31’ Pelizzoli |

| Sant'Angelo Lodigiano 24 ottobre 1976 7ª giornata | Sant'Angelo   | 0 – 0 | Cremonese | Stadio Carlo Chiesa\| Arbitro: \| Longhi (Roma) \| |
| Arbitro:                                          | Longhi (Roma) |       |           |                                                    |

| Arbitro: | Lanzetti (Viterbo) |

|                   |           |  |
| Fanesi 65’ (aut.) | Marcatori |  |

| Arbitro: | Gazzari (Macerata) |

|                           |           |  |
| Chigioni 59’ Nicolini 55’ | Marcatori |  |

| Biella 14 novembre 1976 10ª giornata | Biellese           | 0 – 0 | Cremonese | Stadio Lamarmora\| Arbitro: \| Armienti (Bologna) \| |
| Arbitro:                             | Armienti (Bologna) |       |           |                                                      |

| Arbitro: | Castaldi (Vasto) |

|            |           |  |
| Sironi 56’ | Marcatori |  |

| Arbitro: | Materassi (Firenze) |

|              |           |                                |
| Nicolini 82’ | Marcatori | 25’, 89’ Nicolini 58’ Chigioni |

| Arbitro: | Lanese (Messina) |

|                                |           |                                 |
| Blasig 24’ (rig.) Gaudenzi 66’ | Marcatori | 54’ (aut.) Moretti 70’ Chigioni |

| Arbitro: | Prato (Lecce) |

|                    |           |  |
| Finardi 33’ (rig.) | Marcatori |  |

| Arbitro: | Redini (Pisa) |

|  |           |                          |
|  | Marcatori | 58’ Cassago 78’ Nicolini |

| Arbitro: | Sancini (Bologna) |

|             |           |  |
| Finardi 11’ | Marcatori |  |

| Arbitro: | Colasanti (Roma) |

|  |           |            |
|  | Marcatori | 59’ Talami |

| Cremona 16 gennaio 1977 18ª giornata | Cremonese          | 0 – 0 | Triestina | Stadio Giovanni Zini\| Arbitro: \| Migliore (Salerno) \| |
| Arbitro:                             | Migliore (Salerno) |       |           |                                                          |

| Casale Monferrato 23 gennaio 1977 19ª giornata | Juniorcasale     | 0 – 0 | Cremonese | Stadio Natale Palli\| Arbitro: \| D'Elia (Salerno) \| |
| Arbitro:                                       | D'Elia (Salerno) |       |           |                                                       |

#### Girone di ritorno
| Arbitro: | Gazzarri (Macerata) |

|                    |           |  |
| Finardi 87’ (rig.) | Marcatori |  |

| Arbitro: | Panzino (Catanzaro) |

|            |           |            |
| Rondon 46’ | Marcatori | 26’ Sironi |

| Arbitro: | Foschi (Forlì) |

|             |           |           |
| Chigioni 3’ | Marcatori | 55’ Romei |

| Arbitro: | Materassi (Firenze) |

|              |           |               |
| Gottardo 82’ | Marcatori | 89’ Mondonico |

| Arbitro: | Lanzafame (Taranto) |

|              |           |  |
| Nicolini 18’ | Marcatori |  |

| Arbitro: | Paparesta (Bari) |

|             |           |                  |
| Lussana 18’ | Marcatori | 1’, 26’ Nicolini |

| Arbitro: | Lanzetti (Viterbo) |

|                                               |           |  |
| Nicolini 26’ Finardi 32’ (rig.) Prandelli 48’ | Marcatori |  |

| Arbitro: | Longhi (Roma) |

|            |           |               |
| Basili 16’ | Marcatori | 35’ Prandelli |

| Arbitro: | Lanese (Messina) |

|             |           |                   |
| Ferrari 65’ | Marcatori | 49’, 64’ Nicolini |

| Arbitro: | Materassi (Firenze) |

|                   |           |  |
| Nicolini 40’, 78’ | Marcatori |  |

| Arbitro: | Governa (Alessandria) |

|                    |           |  |
| Pardini 66’ (aut.) | Marcatori |  |

| Arbitro: | Sancini (Bologna) |

|  |           |              |
|  | Marcatori | 12’ Skoglund |

| Arbitro: | Redini (Pisa) |

|              |           |             |
| Nicolini 68’ | Marcatori | 85’ Baglini |

| Arbitro: | D'Elia (Salerno) |

|  |           |             |
|  | Marcatori | 33’ Cassago |

| Arbitro: | Longhi (Roma) |

|              |           |  |
| Chigioni 35’ | Marcatori |  |

| Padova 22 maggio 1977 35ª giornata | Padova                | 0 – 0 | Cremonese | Stadio Silvio Appiani\| Arbitro: \| Ballerini (La Spezia) \| |
| Arbitro:                           | Ballerini (La Spezia) |       |           |                                                              |

| Arbitro: | Paparesta (Bari) |

|              |           |  |
| Nicolini 77’ | Marcatori |  |

| Arbitro: | Castaldi (Vasto) |

|  |           |                         |
|  | Marcatori | 52’ D'Aguì 85’ Nicolini |

| Arbitro: | Gazzarri (Macerata) |

|               |           |                               |
| Mondonico 48’ | Marcatori | 19’, 25’ Motta 34’ Marocchino |

### Coppa Italia Semipro

#### Fase eliminatoria a gironi
| Arbitro: | Pavirani (Cesena) |

|                                |           |                                |
| Finardi 15’ (rig.), 88’ (rig.) | Marcatori | 8’ Facchinetti 25’ Maffioletti |

| Arbitro: | Da Pozzo (Monza) |

|            |           |            |
| Sironi 47’ | Marcatori | 71’ Gambin |

| Arbitro: | Vago (Chiavari) |

|  |           |                                        |
|  | Marcatori | 65’ Finardi 75’ Mondonico 78’ Frediani |

| Arbitro: | Marino (Genova) |

|                                         |           |                         |
| Gambin 34’, 49’ Regali 74’ Gottardo 79’ | Marcatori | 67’, 68’ (rig.) Finardi |